# أنتون تانر
أنتون تانر (بالإنجليزية: Antwon Tanner)‏ هو ممثل أمريكي، ولد في 14 أبريل 1975 بشيكاغو في الولايات المتحدة.

## أعمال

### أفلام
- (1997) 187[4][5]
- (2005) المدرب كارتر[6]

### مسلسلات
- تل الشجرة الواحدة

## وصلات خارجية
- أنتون تانر على موقع IMDb (الإنجليزية)
- أنتون تانر على موقع ألو سيني (الفرنسية)
- أنتون تانر على موقع أول موفي (الإنجليزية)
- أنتون تانر على موقع قاعدة بيانات الأفلام السويدية (السويدية)
- أنتون تانر على موقع قاعدة بيانات الفيلم (الإنجليزية)
- أنتون تانر على موقع كينوبويسك (الروسية)